# Calyptranthes lindeniana
Calyptranthes lindeniana är en myrtenväxtart som beskrevs av Otto Karl Berg. Calyptranthes lindeniana ingår i släktet Calyptranthes och familjen myrtenväxter. Inga underarter finns listade i Catalogue of Life.